# Kellner Gyula
Kellner Gyula (Budapest, 1871. április 11. – Szolnok, 1940. július 28.) olimpiai bronzérmes magyar atléta, nyomdatulajdonos.

## Életpályája
Budapesten született egy régi nyomdászcsalád gyermekeként. Kereskedelmi iskolai tanulmányai alatt kezdett el élénken foglalkozni a sporttal. Birkózott, úszott, kerékpározott, tornászott és súlyt emelt. Eleinte rövidtávfutással és a gyaloglással foglalkozott, majd hosszútávfutó lett. Előbb a Magyar Testgyakorlók Köre, majd a Budapesti Torna Club tagja volt. Az 1896-os athéni olimpián maratonfutásban a harmadik helyen végzett. Eredetileg a 4. helyen ért célba, de az előtte beérkező görög versenyzőt diszkvalifikálták, mert a táv egy részét szekéren tette meg. Máig is ez az egyetlen magyar olimpiai érem maratonfutásban.
Polgári foglalkozásként nyomdatulajdonos volt. A Kellner és Mohrlüder nyomda, mely a Budapest VI. Gyár-utca 29. szám alatt működött, sok reklámkiadványt, de nívós turisztikai ismertető metszeteket, térképeket is kiadott. Többször méltatóan emlékezett meg róluk a Művészi Ipar című lap a 19. század végén. Vállalkozásuk kőnyomdaként szerepelt, számos litográfiai eljárással készült kiadványuk ismert, így pl. számolócédulák, de a társtulajdonosok közül Mohrlüder több cinkográfiai eljárással készült metszetén szerepel a „Mohrlüder zinkgr.” alkotói szignó. A cég az 1930-as évekig e néven működött, de 1914-ben Mohrlüder Vilmos Nándor kilépett a közös vállalkozásból, majd az 1923 januárjában részvénytársasággá szerveződött céget 1932-ben felszámolták, s a Kunossy Grafikai Műintézet Részvénytársaság tulajdonába került.
1897-ben Kellner Gyula eljegyezte Drosdatius Adélt. Három gyermekük született: Kornél, Erna és Gyula. Közülük Erna később teniszezőként versenyzett, fia, Kornél Késmárki vezetéknévvel az 1920-as években a legjobb magyar magasugró volt.